# Studebaker Champ
Lo Studebaker Champ è un pick-up costruito dalla casa automobilistica statunitense Studebaker dal 1960 al 1964.

## Contesto
Fu progettato in un periodo in cui la linea dei veicoli da trasporto leggero della Studebaker non erano sottoposti ad aggiornamenti da oltre 10 anni. La compagnia infatti era in declino, ed era obbligata ad usare componenti di modelli esistenti. Il risultato fu comunque notevole.
Il telaio e la parte riservata al carico della Champ erano sostanzialmente gli stessi di quelli usati dalla Studebaker dal 1949 per questo tipo di veicoli, ma la cabina guida era molto differente. Anche se quest'ultima non era stata completamente rivisitata a causa di problemi di costi, fu ripresa dalla Lark che aveva le dimensioni e la forma adatta per l'operazione. Gli ingegneri presero il progetto della berlina a quattro porte di quest'ultima e la “tagliarono” poco dopo le portiere anteriori, modificando leggermente anche il frontale, ora più simile all'aspetto dei pick-up. L'unico nuovo lamierato richiesto per la realizzazione della vettura fu quello della parte posteriore della cabina guida. Furono eseguiti anche modifiche minori rispetto ai modelli a prima del 1949, più precisamente per le parti d'accesso alla cabina di guida. Il risultato fu soddisfacente, ma le risorse economiche furono sfruttate per conferire una nuova griglia frontale alla Champ, che acquisì così un look più rude.
La Champ, a differenza di molti pick-up statunitensi ed altri modelli di autovetture Studebaker, non offrivano il servosterzo. Gli ultimi modelli, denominati 8E, avevano un sistema sterzante migliorato che riduceva l'attrito e gli sforzi da parte del conducente, ma era non al livello di un servosterzo. Di certo il servosterzo non era ancora consuetudine negli autocarri leggeri durante i primi anni sessanta, così la Studebaker non si trovò in grande svantaggio concorrenziale nel non offrirlo come optional.

## Le motorizzazioni
La Studebaker equipaggiò la Champ con motori utilizzati dalla casa automobilistica di South Bend per anni. Gli acquirenti potevano scegliere tra un nuovo motore a valvole laterali, oppure il propulsore montato sulla Lark da 2800 cm³ di cilindrata (che aveva una potenza di 90 CV) o l'onorato 4000 cm³ (110 CV) “Big Six” in produzione dai primi anni trenta.
Il motore da 2800 cm³ fu convertito a valvole in testa nel 1961, portando la potenza a 112 CV. Fu un intervento che pose la parola fine al glorioso “Big Six”. Il nuovo motore a sei cilindri con valvole laterali ebbe un rinnovato design, conservando però molti componenti già utilizzati su altri propulsori. Fu il primo rinnovamento dal 1939. Sfortunatamente la qualità mancava, tanto che ebbe problemi di crepe nella testata. Il problema, che sorgeva più spesso in caso di motori con valvole mal regolate, non venne mai completamente risolto, ma con le cure appropriate il motore da 2800 cm³ si dimostrò comunque un propulsore affidabile per molti proprietari anche oltre 40 anni dopo che la vettura venne tolta di produzione.
In aggiunta a questi ultimi, gli acquirenti che desideravano un motore V8 potevano scegliere tra il 4250 cm³ ed il 4700 cm³ di cilindrata con carburatore a doppio o quadruplo corpo. Entrambi i propulsori rimasero invariati durante la produzione della Champ.
Un'ampia gamma di trasmissioni, sia manuali che automatiche, furono disponibili per la Champ. Il modello base aveva un cambio al volante (oppure anche sull'albero di trasmissione), con la quarta e la quinta marcia come optional, oltre all’overdrive (con tre velocità). Una trasmissione automatica, sempre a tre marce, chiamata Flight-O-Matic, era disponibile.

## 1960-1964
Avendogli dato un aspetto esteriore di un autocarro, la serie iniziale "5E" raccolse all'inizio un buon successo, con le vendite che andarono bene nell'anno di lancio (1960). Sfortunatamente, la tendenza non ebbe seguito.
La serie "6E" del 1961 fu aggiornata con un cassone più ampio ed altre migliorie provenienti dai modelli concorrenti Dodge. Questo non fu però sufficiente per salvare le vendite, anche se i problemi al motore a sei cilindri di derivazione “Big Six” furono parzialmente risolti.
Furono apportate piccole modifiche alla serie del 1962 ("7E") e del 1963 ("8E"), e nel 1964 gli esemplari costruiti ripresero quelli dell'anno precedente. L'unica novità introdotta per questi ultimi fu l'aria condizionata.
Nel dicembre del 1963 il Consiglio di amministrazione della Studebaker annunciò la chiusura dello stabilimento principale della compagnia, a South Bend, dove si producevano i pick-up. Questi ultimi fecero le spese della decisione della compagnia, che concentrò gli sforzi sul superstite stabilimento di Hamilton, in Canada, che però era incentrato sulla produzione delle vetture per famiglie.
A seguito di questi avvenimenti, ci fu una lenta dismissione delle attività produttive della Studebaker. Quando Nate Altman e Leo Newman ottennero nel 1964 i diritti di produzione della Avanti, essi acquisirono anche i diritti per la costruzione dei pick-up. Comunque, Altman e Newman, per ragioni sconosciute, non costruirono più veicoli commerciali leggeri, e la Kaiser Jeep rilevò l'originario impianto di assemblaggio di South Bend per intraprendere veicoli militari.

## Un pick-up pionieristico
La Champ è stato un modello che ha dato un credito ragguardevole ai pick-up moderni nel campo dei ritrovati tecnici. Un esempio fu il finestrino posteriore scorrevole, che era di serie fin dall'inizio, e fu apprezzato dagli acquirenti. L'idea fu in seguito copiata dagli altri costruttori.
Con una cabina di guida derivante da una berlina, la Champ era tra i primi pick-up ad offrire un comfort paragonabile alle autovetture convenzionali, con sedili comodi ed interni curati. Le altre Case automobilistiche seguirono l'esempio della Champ negli anni sessanta e gli anni settanta.
Le ultime Chap del biennio 1963-1964 furono tra i primi pick-up statunitensi, se non i primi in assoluto, a costruire il corpo vettura in fibra di vetro, con l'acciaio per le parti rimanenti.
La Champ fu anche il punto di origine di una nuova nicchia di pick-up compatti, ma sempre rudi e robusti, che fu ripreso dalla Dodge con la sua Dakota, introdotta nel 1987.

## I veicoli per i collezionisti
Le Champ ci sono tuttora, e sono vendute ad un prezzo alto. Questo è dovuto alla sua rarità, combinata alla durevolezza della meccanica, nonostante ai problemi al motore, che le fanno sopravvivere fino ai giorni nostri  Un problema principale, comune a molte Studebaker, è la ruggine, che si forma sulla carrozzeria. Le Champ si arrugginiscono principalmente sul tettuccio e sui paraurti.